# Пам'ятники Ніжина
У сучасному Ніжині встановлено багато (близько чверть сотні) пам'ятників та пам'ятних знаків, причому традиції їх спорудження у місті сягають ще позаминулого, XIX століття.
Са́ме Ніжин може похвалитися першим за часом створення не лише в Україні, а й у тодішній Російській імперії та в цілому світі пам'ятником видатному українському й російському письменнику Миколі Гоголю (1881), який навчався у місті.
У Ніжині встановлено пам'ятники багатьом славетним уродженцям та діячам української історії та культури, життя та діяльність яких пов'язані з містом — Т. Шевченку, М. Заньковецькій, Ю. Лисянському, Б. Хмельницькому тощо.
У місті встановлено низку пам'ятників та обелісків на братських могилах на честь визволителів міста від нацистських окупантів у Німецько-радянській війні:
- погруддя адвоката Якова Батюка, який, будучи сліпим, під час гітлерівської окупації у місті очолював підпільну комсомольську організацію (посмертно йому було присвоєно звання Героя Радянського Союзу);
- пам'ятник льотчиці Любові Губиній, уродженці Ніжина, яка загинула в повітряному бою 1943 року;
- обеліск на могилі Героя Радянського Союзу С. П. Мохового і поруч — пам'ятник-танк Т-70 на честь гвардії майора І. Л. Хайтовича;
- обеліски на братських могилах загиблих воїнів.

Уже за часів незалежності (від 1991 року) споруджено пам'ятні знаки на честь трагічних подій недавньої національної історії — меморіал воїнам-афганцям Ніжинщини, пам'ятник «Дзвони Чорнобиля», пам'ятний знак жертвам Голодомору та політичних репресій.
Також у Ніжині встановлено вельми оригінальний пам'ятник місцевій «знаменитості» — ніжинському огірку.
Пам'ятники Ніжина:
| Назва                                                                                           | Рік встановлення | Розташування | Фото | Короткі відомості |
| Афганцям Ніжинщини пам'ятний знак                                                               |                  | У сквері на розі вулиць Т. Шевченка і 3-й мікрорайон |      | |
| Батюка Якова погруддя                                                                           | 1967             | На початку вулиці Я. Батюка |      | Гранітне погруддя на цегляному потинькованому постаменті. Скульптор Г. П. Гутман. |
| Безбородька Іллі погруддя                                                                       |                  | Біля Ніжинського держуніверситету на вулиці Графській |      | Пам'ятник "Графу І.А.Безбородьку (1758-1815)" біля головного входу до Графського парку |
| Бернесу Марку пам'ятник                                                                         | 2011             | У Театральному сквері |      | Пам'ятник відомому радянському актору та співаку, уродженцю міста Марку Бернесу був відкритий 12 листопада 2011 року в рамках святкування 100-річного ювілею від дня народження культурного діяча. Автор монумента — Володимир Чепелик. Профінансував спорудження і встановлення пам'ятника меценат з Прилук, а нині житель Москви Юрій Коптєв. |
| «Вчителька» садово-паркова скульптура                                                           |                  | Біля Ніжинського держуніверситету на вулиці Графській |      | |
| Гоголя Миколи погруддя                                                                          | 1881             | У парку ім. Гоголя |      | Пам'ятник видатному українському і російському письменнику Миколі Гоголю відкрито 4 вересня 1881 року, таким чином він став першим пам'ятником письменнику не лише в Україні, а й у тодішній Російській імперії (і в цілому світі). Автор проекту — відомий скульптор П. П. Забіла (Забелло, 1830–1917). |
| Гоголя Миколи погруддя                                                                          | 1975             | Біля Ніжинського держуніверситету на вулиці Графській (з південного боку колишнього будинку гімназії вищих наук 51°03′08″ пн. ш. 31°52′54″ сх. д. / 51.05231° пн. ш. 31.88170° сх. д.) |      | Гранітне погруддя (висота 1,25 м) на бетонному п'єдесталі (висота 2,15 м), що спирається плоский ступіньчатий стилобат. Скульптор Мойсей. Гріншпун. |
| Губиної Любові погруддя                                                                         | 1975             | З 2023 р. на площі М. Гоголя, до 2023 р. на вулиці М. Гоголя |      | Бронзове огруддя на постаменті з рожевого граніту. Автори — М. А Ковальчук, Г. М. Моргунов. |
| «Дзвони Чорнобиля» пам'ятний знак                                                               |                  | На вулиці 3-й мікрорайон |      | Монумент «Дзвони Чорнобиля» на вшанування жертв і постраждалих від Чорнобильської катастрофи був споруджений у мікрорайоні новобудов за ініціативою небайдужих ніжинців, голови громадської організації «Спілка Чорнобиля» В. Колосова та за підтримки міського голови В. Колосова. Авторами скульптурної композиції є творчий колектив на чолі з відомим архітектором Г. Шмаровозом. За своїм ідейно-художнім вирішенням ніжинський монумент вважається одним з найкращних з числа подібних в Україні.            |
| Жертвам Голодомору та політичних репресій пам'ятний знак                                        | 2008             | Перед будівлею Станції швидкої допомоги на вулиці Покровській, 18а |      | Пам'ятний знак Жертвам геноциду та політичних репресій було урочисто (за участю Голови Чернігівської ОДА В. Хоменка, мера Ніжина М. Приходька, інших чиновників, представників політичних партій, інтелігенції, духовенства, широкої громадськості) відкрито 20 листопада 2008 року (День пам'яті жертв голодомору та політичних репресій). Чин освячення пам'ятного знаку звершив преосвященнійший єпископ Чернігівський і Ніжинський Іларіон, відбувся мітинг-реквієм пам'яті жертв Голодомору «Засвіти свічку». |
| Заньковецькій Марії пам'ятник                                                                   | 1993             | Біля Міського будинку культури на площі М. Заньковецької |      | Бронзовий пам'ятник зображає Народну артистку України, актрису Марію Заньковецьку, яка добилася відкриття в Ніжині стаціонарного театру. Скульптор О. П. Скобліков. |
| Лисянського Юрія погруддя                                                                       | 1975             | На вулиці М. Гоголя |      | Бронзове погруддя на постаменті з сірого граніту. Скульптор К. В. Годулян, архітектор В. А. Костін. |
| Мохового Сергія, могила-обеліск                                                                 | 1951             | Біля Ніжинського агротехнічного інституту на вулиці Шевченка, 10 |      | С. П. Моховий (1915–1943) — ст. лейтенант, командир 2-ї кулеметної роти 931-го стрілецького полку 240-ї стрілецької дивізії, учасник боїв німецько-радянської війни, помер від ран у ніжинському госпіталі 8 грудня 1943 року (29 жовтня 1943 року удостоєний звання Героя Радянського Союзу за мужність і героїзм, виявлені під час форсування Дніпра). На могилі Мохового 1951 року встановлено обеліск з чорного граніту.                                                                                       |
| Ніжинському огірку пам'ятний знак                                                               | 2005             | У сквері неподалік корпусів Ніжинського консервного комбінату на вулиці Шевченка, 160                                                                                                  |      | Пам'ятник знаменитому ніжинському огірку було урочисто відкрито 16 грудня 2005 року. Автор проекту — місцевий митець Леонід Воробйов. |
| Ніжинцям, які загинули у роки Німецько-радянської війни пам'ятний знак                          |                  | У сквері перед центральним корпусом Ніжинського держуніверситету на вулиці Графській                                                                                                   |      | |
| Ніжинської міліції загиблим працівникам пам'ятний знак                                          | 1977             | У парку ім. М. Гоголя з боку вулиці С. Яворського |      | Композиція являє собою шліфовану брилу темно-коричневого граніту, на якій висічено горельєф червоноармійця та вміщено меморіальний напис. Скульптор М. М. Коротко, архітектори І. П. Блажієвський, В. К. Жигулін, Б. П. Ульянов. |
| Робітникам заводу «Ніжинсільмаш», які загинули в роки Німецько-радянської війни пам'ятний знак  |                  | У сквері біля корпусів заводу «Ніжинсільмаш» по вулиці Т. Шевченка |      | |
| 'Робітникам механічного заводу, які загинули в роки Німецько-радянської війни' пам'ятний знак   |                  | На вулиці Б. Хмельницького |      | |
| «Слава інженерним військам Збройних Сил України», пам'ятний знак                                |                  | Біля військової частини на вулиці Т. Шевченка |      | |
| Пам'ятний знак на Хайтовича Ізраїля могилі                                                      |                  | Біля Ніжинського агротехнічного інституту на вулиці Шевченка, 10 |      | І. Л. Хайтович (1909–1943) — гвардії майор, командир 215-го танкового полку 26-ї Севської механізованої бригади 7-го гвардійського корпусу, брав участь у вигнані нацистських окупантів з міста Ніжина 15 вересня 1943 року, і дорогою до штабу потрапив під бомбардування і загинув. Над могилою на бетонному постаменті з меморіальним написом встановлено пам'ятний знак (своєрідний надгробок) — танк Т-70. |
| Хмельницького Богдана погруддя                                                                  | 1993             | У сквері Б. Хмельницького на вулиці Я. Батюка |      | Пам'ятник українському гетьману Богдану Хмельницькому було встановлено 1993 року. |
| Шевченку Тарасу пам'ятник                                                                       | 1993             | У парку ім. Т. Г. Шевченка |      | Бронзова скульптура зображає молодого поета. Скульптор О. П. Скобліков. |
| На місці будику, в якому жив С. П. Корольов пам'ятний знак                                      |                  | На вулиці Я. Батюка |      | Пам'ятний знак установлено на місці будинку, в якому в період 1908–14 рр. проживав зачинатель радянської космонавтики, двічі Герой Соціалістичної Праці, академік АН СРСР Сергій Павлович Корольов. Являє собою пам'ятний камінь на невеликому круглому постаменті з дошкою із написом. |
| На честь 1000-річчя заснування міста пам'ятний знак                                             |                  | Графський парк |      | |
| На честь звільнення міста від фашистських загарбників пам'ятний знак                            |                  | Розв'язка на початку вулиці Станіслава Прощенка |      | |
| На спомин панахиди під час перевезення тіла Т. Г. Шевченка в Україну у 1861 році пам'ятний знак |                  | На подвір'ї Спасо-Преображенської церкви по вулиці Станіслава Прощенка, 7 |      | На табличці напис: «17 травня 1861 року на подвір'ї Спасо-Преображенської церкви, де зупинялася похоронна процесія під час перевезення тіла Т. Г. Шевченка на Україну, відбулася панахида». |

## Демонтовані пам'ятники
| Назва             | Дата встановлення | Дата знесення   | Розташування                                                     | Фото | Короткі відомості |
| Леніну Володимиру | 1974              | 21 лютого 2014. | Перед будівлею райдержадміністрації та міськради на площі Франка |      | Бронзова скульптура на полірованому постаменті з рожевого граніту зображала В. І. Леніна на повний зріст в динамічному пориві промови. Скульптор О. О. Ковальов, архітектор В. К. Жигулін. Пам'ятник був демонтований міською владою Ніжина. |

## Виноски
1. ↑  У Ніжині відкрили пам'ятник акторові і співакові Марку Бернесу // інф. за 12 листопада 2011 року на Кореспондент.net
2. ↑  Гоголю М. В. пам'ятники // Чернігівщина : енциклопедичний довідник / за ред. А. В. Кудрицького. — Київ : «Українська радянська енциклопедія» імені М. П. Бажана, 1990. — С. 175. — 1007 с. — ISBN 5-88500-011-5.
3. ↑  Ніжин. Із глибини віків… Матеріали з краєзнавства Ніжина. (автор та упорядник Л. Б. Петренко)., Ніжин: «Аспект-Поліграф», 2008. — с. 394
4. ↑  ст. Пам'ятник жертвам голодомору та політичних репресій відкритий у Ніжині. [Архівовано 22 травня 2014 у Wayback Machine.] // газ. «Високий Вал» (м. Чернігів) за 21 листопада 2008 року
5. ↑  В Ніжині відкрили і освятили пам'ятник жертвам голодомору та політичних репресій [Архівовано 2016-03-05 у Wayback Machine.] // повідомлення на Чернігівські Єпархіальні відомості (Інформаційно-просвітницький сайт Чернігівської єпархії)
6. 1 2  Пам'ятники історії та культури, архітектурні комплекси на Сайт міста Ніжин
7. ↑  Мохового С. П. могила // Чернігівщина:Енциклопедичний довідник (За ред. А. В. Кудрицького)., К.: УРЕ, 1990, стор. 471
8. ↑  Хайтовича І. Л. могила // Чернігівщина:Енциклопедичний довідник (За ред. А. В. Кудрицького)., К.: УРЕ, 1990, стор. 833
9. ↑  У Ніжині мерія перестрахувалася і сама демонтувала Леніна. Архів оригіналу за 19 листопада 2015. Процитовано 21 травня 2014.